# Mission Delta 4

Copertura dei radar AN/FPS-132 UEWR

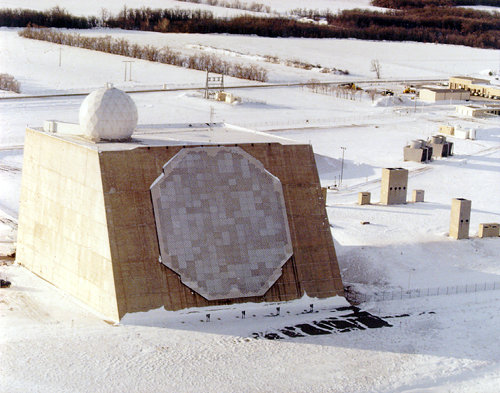
Radar AN/FPQ-16 PARCS presso la Cavalier AFS, Alaska

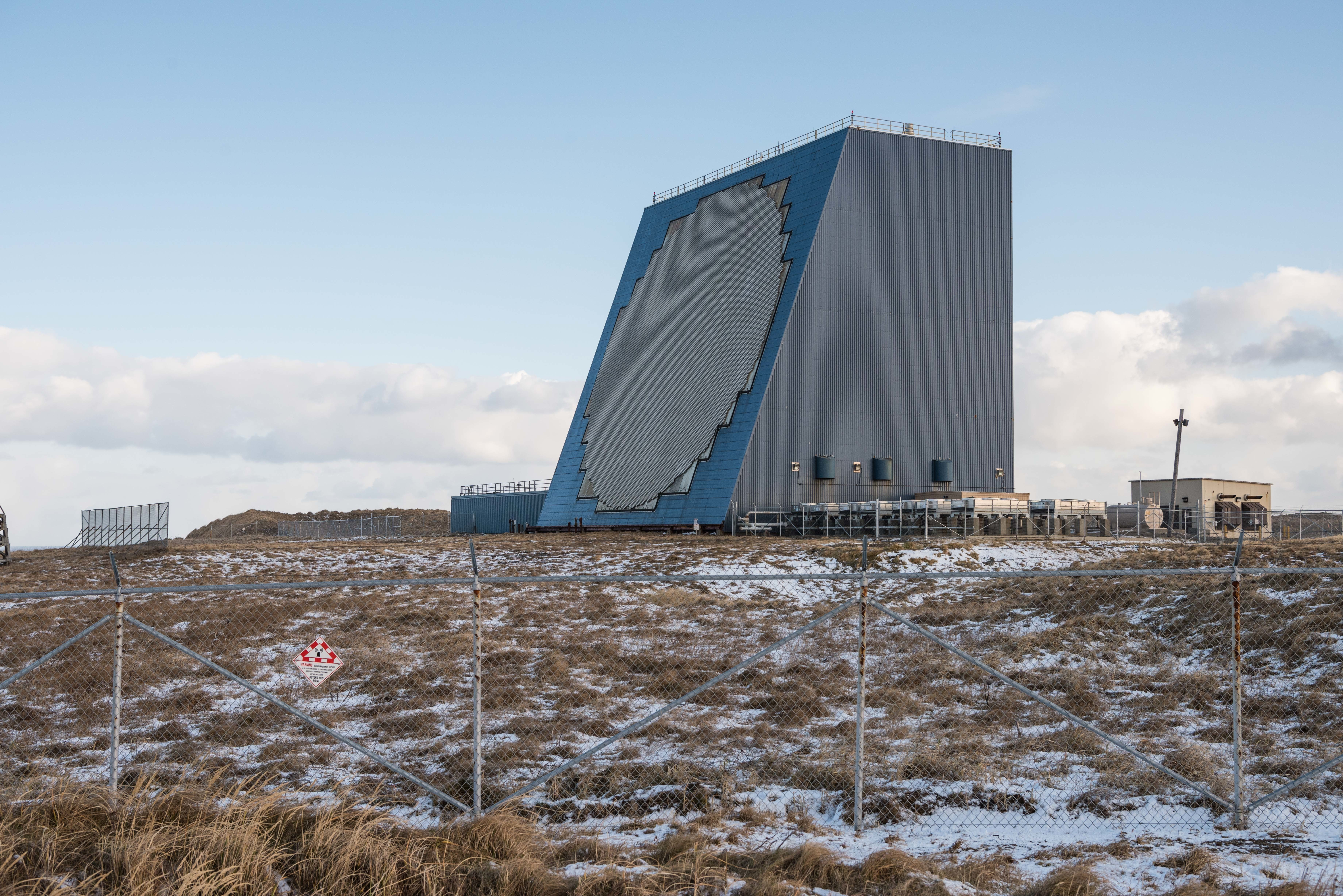
Radar AN/FPS-108 COBRA DANE, Shemya, Alaska

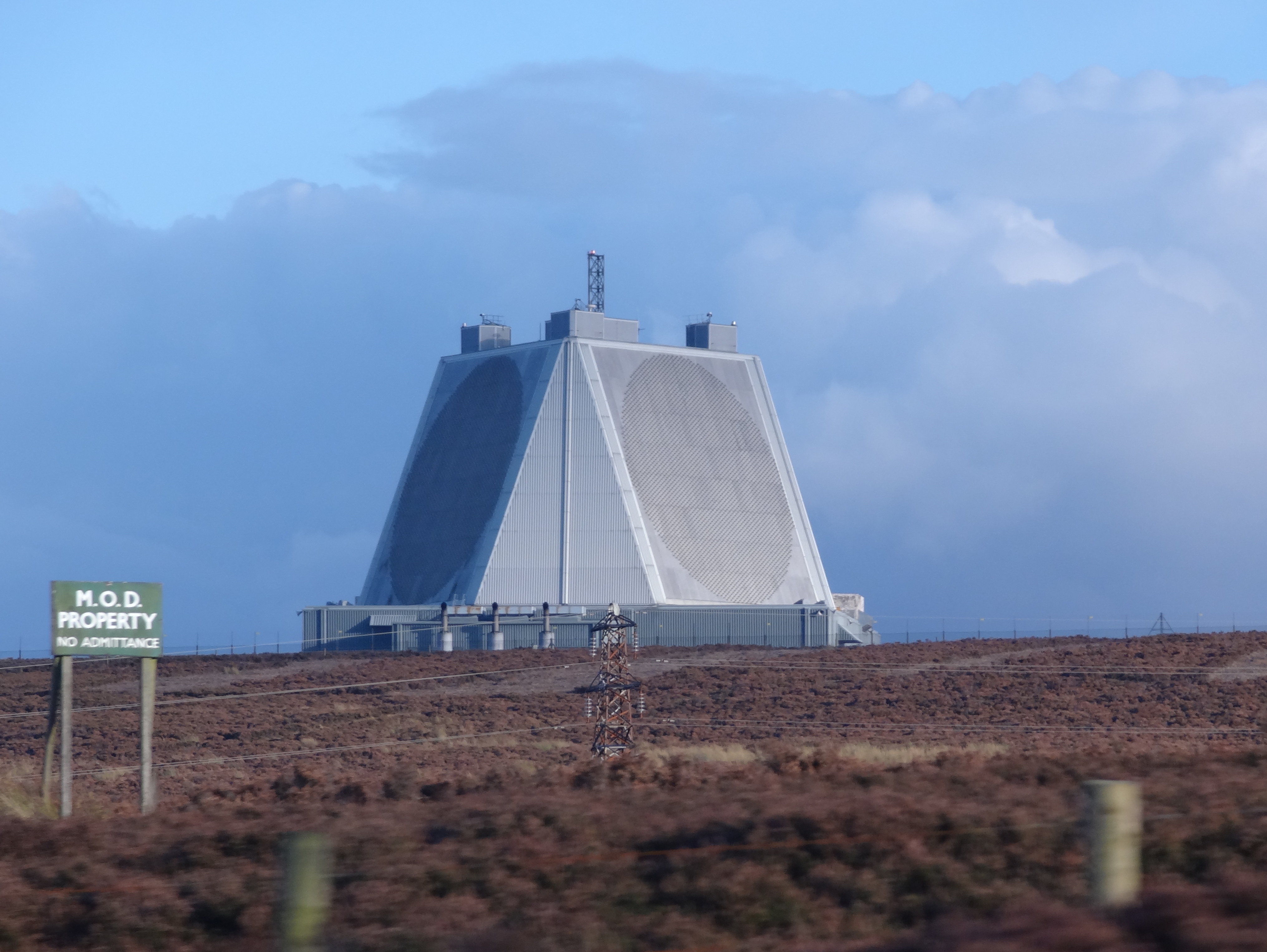
Il Radar UEWR presso la RAF Fylingdales

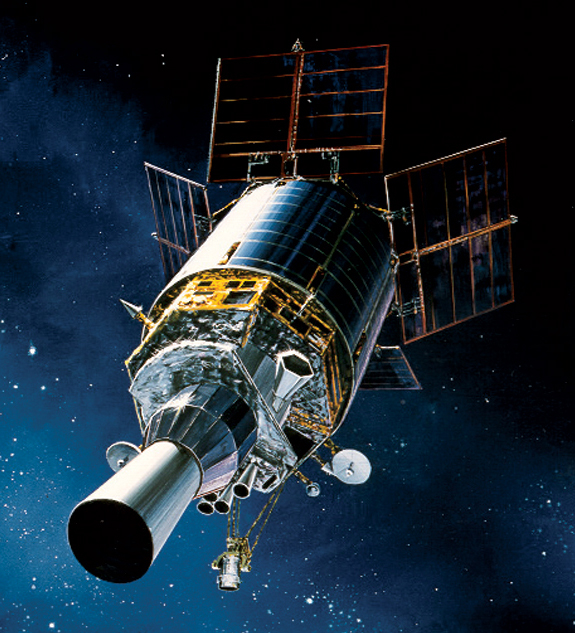
Illustrazione di un Satellite del Defense Support Program (DSP)

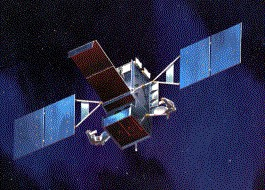
Space-Based Infrared Satellite System (SBIRS)

Il Mission Delta 4 è un'unità di operazioni spaziali della United States Space Force, inquadrata nello United States Space Command. Il suo quartier generale è situato presso la Buckley Space Force Base, in Colorado.

## Missione
Il delta fornisce allerta missilistica strategica agli Stati Uniti e ai suoi alleati. Opera attraverso tre costellazioni di satelliti OPIR (Overhead Persistent Infrared) e due tipi di Radar basati a terra.
Il 24 luglio 2020 ha ereditato le attività di parte del 21st Space Wing e del 460th Space Wing dell'USAF.

## Organizzazione
Attualmente, al 2024, esso controlla:
- 2nd Space Warning Squadron - Opera attraverso il Defense Support Program (DSP) e i satelliti dello Space-Based Infrared System (SBIRS)
- 3rd Satellite Communications Squadron - opera e mantiene percorsi di comunicazioni critiche in supporto alle operazioni di allerta missilistica
- 4th Sustainment Squadron
- 5th Space Warning Squadron - Joint Tactical Ground Station
  - Detachment 1, Sigonella, Italia
  - Detachment 2, Qatar
  - Detachment 3, Osan Air Force Base, Corea del Sud
  - Detachment 4, Misawa Air Force Base, Giappone
- 6th Space Warning Squadron - Opera con il radar AN/FPS-132 UEWR, Cape Cod SFS, Massachusetts
- 7th Space Warning Squadron - Opera con  il radar AN/FPS-132 UEWR, Beale Air Force Base, California
- 10th Space Warning Squadron - Opera con il radar AN/FPQ-16 PARCS, Cavalier SFS, Dakota del Nord
- 11th Space Warning Squadron - Opera con il Defense Support Program (DSP) e i satelliti dello Space-Based Infrared System (SBIRS)
- 12th Space Warning Squadron - Opera con il radar AN/FPS-132 UEWR, Pituffik Space Base, Groenlandia
- 13th Space Warning Squadron - Opera con il radar AN/FPS-132 UEWR e il Long Range Discrimination Radar AN/SPY-7(V)1, Clear SFS, Alaska
  - Operating Location Eareckson Air Force Station, Shemya, Alaska - Opera con il radar AN/FPS-108 COBRA DANE Upgrade,
- 64th Cyberspace Squadron
- Operating Location RAF Fylingdales, Regno Unito - Opera con il radar AN/FPS-132 UEWR